# Bogstadvannet
El Bogstadvannet  es un lago entre la ciudad de Oslo y el municipio de Bærum, Akershus, Noruega. Es parte de Sørkedalsvassdraget, que a su vez es parte de Oslomarkvassdraget.

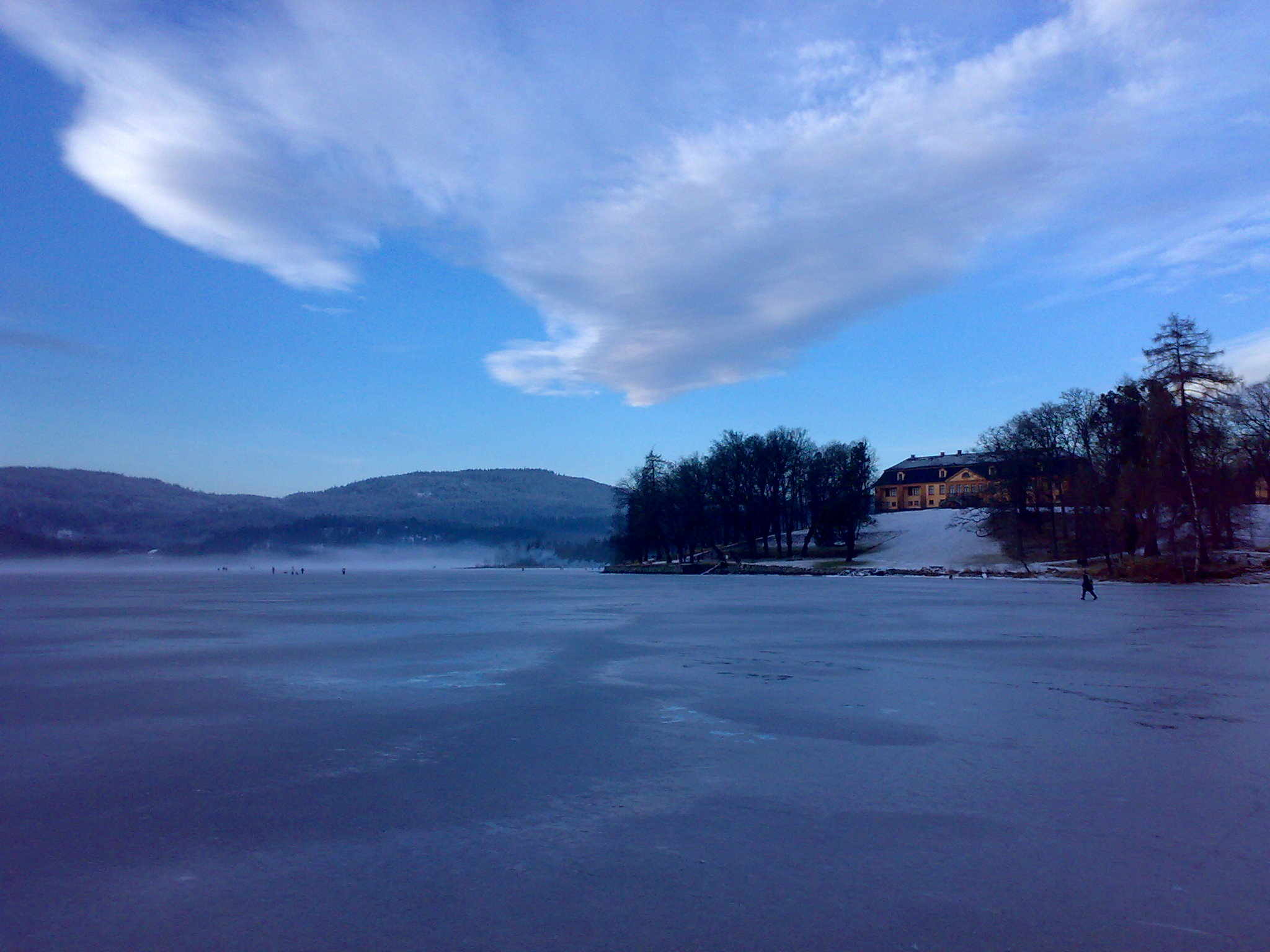
Vista de la mansión desde el lago durante el invierno

Originalmente, el lago se llamaba Få, pero después ha tomado el nombre de la finca y mansión Bogstad, en la orilla este del lago. Además de la mansión, el primer campo de golf de 18 hoyos de Noruega (desde 1924) es propiedad de Oslo Golfklubb, que lo gestiona en la orilla sur, y un gran camping (Bogstad Camping) en la orilla este, al sur de la mansión. El lago es un destino popular para nadar y tomar el sol en verano. En invierno, los habitantes de Oslo esquían y patinan en el lago y sus alrededores cuando las condiciones lo permiten. También es sede del Christiania Roklub, un club de remo.
Durante la ocupación de Noruega por la Alemania nazi de 1940 a 1945, la zona de acampada se utilizó como cuartel militar. Las estructuras de esta época permanecieron bajo la administración militar noruega hasta la década de 1950.
El lago es poco profundo y tiene un caudal importante. El crecimiento de las algas no es significativo, por lo que las condiciones de baño son buenas. El estado ambiental ha permanecido estable al menos durante los últimos 20 años.
El desarrollo comercial del lago Bogstadvannet se debió en gran parte a las obras de la finca de Bogstad. La familia Leucht, sucedida por la familia Anker, construyó una importante empresa forestal en el área, y durante muchos años el lago sirvió como parte de la vía fluvial para la madera flotante a los molinos a lo largo del río Lysakerelven.